# 토마스 E. 커츠
토마스 유진 커츠(Thomas Eugene Kurtz, 1928년 2월 22일~2024년 11월 12일)는 미국의 은퇴한 다트머스 수학과 교수 및 컴퓨터 과학자로, 그의 동료인 존 조지 케메니와 함께 대학생들이 컴퓨터를 도서관 책처럼 자유롭게 사용할 수 있도록 하는 혁명적인 개념의 하나로 BASIC 언어를 개발하였다. 다트머스 대학교에서 시분할 개념을 구현함으로써 이루어졌다. 비전문가 사용자가 컴퓨터와 상호 작용할 수 있도록 하기 위해 1963년부터 1964년까지 BASIC 프로그래밍 언어 (Beginners All-purpose Symbolic Instruction Code)와 다트머스 타임 섀어링 시스템을 공동 개발했다.
미국 일리노이주 오크 파크 출신인 그는 1950년 일리노이 주의 녹스 칼리지를 졸업하고 1956년 프린스턴 대학교에서 지도교수 존 튜키 밑에서 박사 학위를 받았으며 같은 해에 다트머스 대학교 수학과에 합류하여 통계 및 수치 해석을 가르쳤다.
1983년 커츠와 케머니는 True BASIC, Inc.라는 회사를 공동 설립하여 베이직 언어의 업데이트된 버전인 True BASIC을 판매했다.
그는 또한 EDUCOM의 이사회 의장 및 이사, NERComP의 이사 및 회장, 대통령 과학 자문 위원회의 Pierce 패널에서 활동했으며, CONDUIT 프로젝트의 운영 위원회와 교육 컴퓨팅에 관한 CCUC 회의에서도 활동했다.
1974년 미국정보처리학회연맹(American Federation of Information Processing Societies)의 '전국 컴퓨터 컨퍼런스'에서 BASIC 및 시분할 작업에 대해 커츠와 케머니에게 상을 수여했다. 1991년 컴퓨터 학회에서는 커츠에게 'IEEE 컴퓨터 파이오니어 어워드'를 수여했으며, 1994년에는 컴퓨터 기계 학회의 펠로우로 선정되었다.

## 어린 시절과 교육
컴퓨팅에 대한 커츠의 첫 경험은 1951년 로스앤젤레스 캘리포니아 대학교 수치 해석 연구소의 여름 세션에서 이루어졌다. 그의 관심사에는 그 이후로 수치 분석, 통계 및 컴퓨터 과학이 포함되었다. 그는 수학을 전공하여 1950년에 학사 학위를 받고 졸업했으며, 1956년에 28세의 나이에 프린스턴 대학교에서 박사 학위를 취득했다. 그의 논문은 수학적 통계의 다중 비교 문제에 관한 것이었다. 커츠는 1951년 UCLA 수치해석 연구소에서 컴퓨터로 작업하면서 첫 컴퓨터 프로그램을 만들었는데, 대학원을 마치고 프린스턴 대학교에서 수업을 시작한 지 1년 만에 이 위업을 수행했다.

## 다트머스
1963년부터 1964년까지 커츠와 케머디는 대학용 시분할 시스템인 '다트머스 타임 섀어링 시스템'의 최초 버전과 BASIC 언어를 개발했다.
1966년부터 1975년까지는 다트머스의 키위트 전산 센터의 이사로, 1975년부터 1978년까지 '학교 전산소'의 이사로 재직했다. 1980년부터 1988년까지 커츠는 업계의 정보 시스템 (IS) 리더를 개발하기 위한 획기적인 종합 대학원 프로그램인 다트머스의 컴퓨터 및 정보 시스템 프로그램 책임자였다. 그 후 커츠는 통계 및 컴퓨터 과학에 중점을 둔 수학 교수로 정규직으로 돌아왔다.

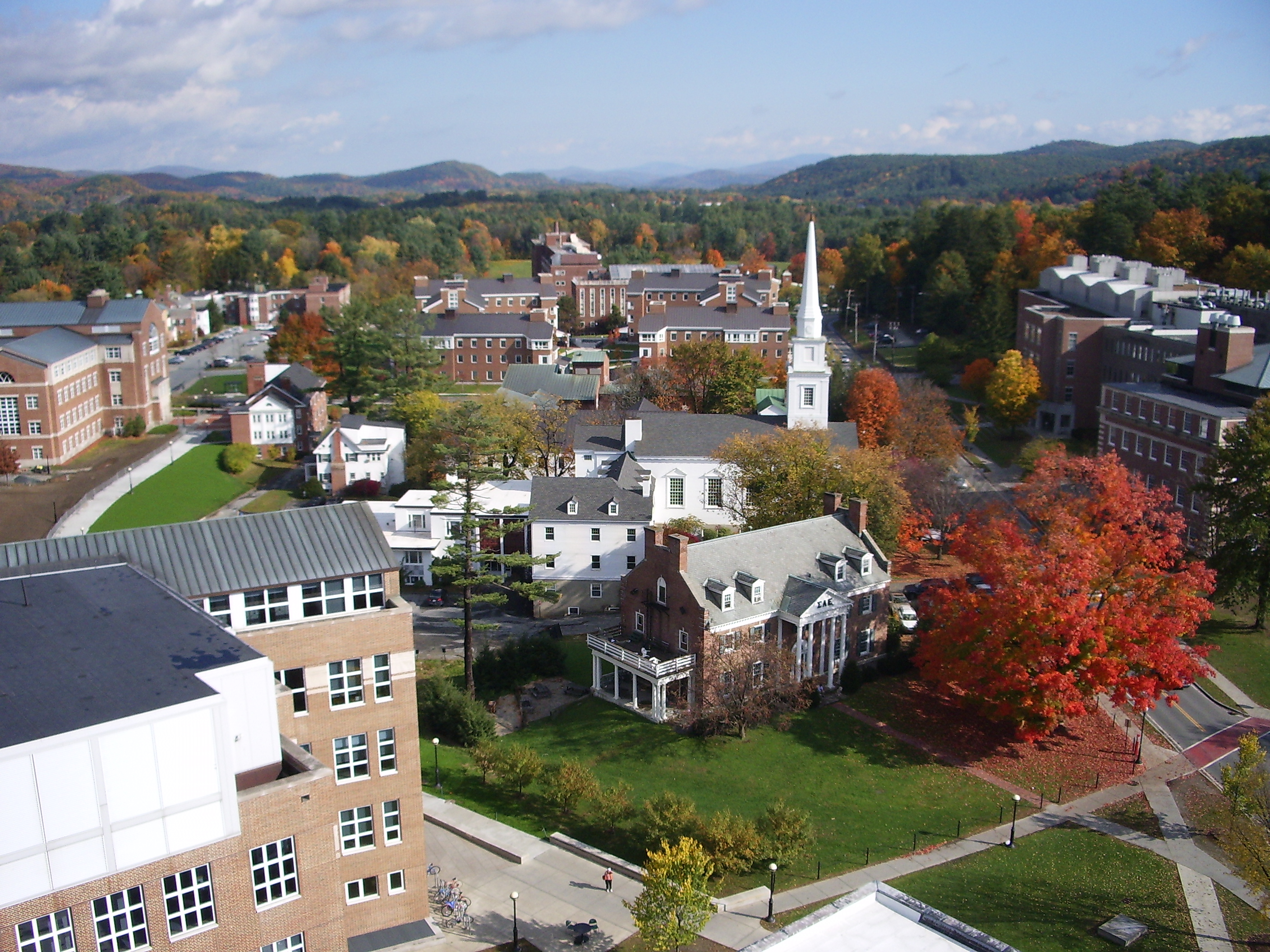
다트머스 칼리지

## BASIC
다트머스 타임 섀어링 시스템의 일부로 케머니와 커츠는 BASIC 프로그래밍 언어를 만들었다. 최초의 BASIC 프로그램은 1964년 5월 1일 오전 4시에 실행되었으며 케머니와 커츠는 이것을 대단한 일의 시작으로 생각하지 않았다. 그들은 단지 그것이 학생들이 그들이 사용하고 있는 컴퓨터에 대해 배우는 데 도움이 되기를 바랐다. 두 사람은 자신들의 발명품이 대중에게 즉시 배포되도록 했고 그것으로 실제 돈을 벌지 않았다. 다트머스 대학교는 BASIC 프로그램에 저작권이 있다. 그러나 BASIC을 사용하고 싶어하는 사람이라면 누구나 무료로 사용할 수 있게 되었다. 언어의 이름은 의미를 가지면서도 간단한 약어로 된 이름을 짓고자 하는 그의 바람에서 유래되었다. 커츠는 “단순하지만 단순하지 않은 단어를 원했고 BASIC이 바로 그 단어였다.”라고 말했다. BASIC은 출판된 책과 함께 많은 긍정적인 피드백을 받았다. 예를 들면 다음과 같다. "BASIC 프로그래밍에 대한 나의 전반적인 평가는 최소한의 노력으로 그룹 또는 강의실 교육에 대해 동등한 가치를 지닌 프로그램을 원하는 개인에게 이상적이라는 것이다."
BASIC이 일반 컴퓨터 사용자를 위한 것이라는 주제는 커츠가 강조하는 것이다. 공개 서한에서 그는 BASIC이 당시의 모든 현재 언어가 전문가 전용이었기 때문에 학생들에게 배우기 쉬운 간단한 프로그래밍 언어를 제공하기 위해 발명되었다는 과거의 진술을 반복한다. 그런 다음 BASIC은 프로그래밍에 평생을 바치고 싶지 않은 사람들을 위한 것이라고 말했다. 커츠가 이 아이디어를 반복한 것은 그의 모든 성공에도 불구하고 그가 쓴 언어가 전문가뿐만 아니라 대중을 위해 구현될 것이라는 점을 강조한다.
BASIC 표준은 1980년대에 ECMA 및 ANSI에 대해 만들어졌으며 해당 버전은 각각 1986년과 1987년에 발표되었다. BASIC의 인기는 1975년 하버드 대학교 기숙사에서 한 쌍의 젊은이인 빌 게이츠와 폴 앨런이 최초의 개인용 컴퓨터 중 하나에서 실행 가능한 BASIC 버전을 만든 후 급증했다. 게이츠와 앨런의 BASIC 버전은 가장 널리 반복하여 사용된 BASIC이 되었다.
BASIC에 대한 그의 작업은 IEEE 에서 전 세계 인간 혁신의 역사적 장소를 표시하는 이정표 프로그램의 일부로 인정받았다. 이러한 영예로운 장소로는 에디슨이 전구와 축음기를 발명한 뉴저지 주 멘로 파크에 있는 토마스 에디슨의 연구실, 굴리엘모 마르코니가 최초의 대서양 횡단 무선 전송을 보낸 이탈리아 볼로냐 외곽의 언덕 꼭대기가 있다. 이를 기념하는 명판이 2021년 2월 22일에 설치되었다.

### 영향
BASIC 언어로의 여정은 멀었다. 케네디와 커츠는 1956년 컴퓨팅 언어를 만들기 위한 다트머스의 첫 번째 시도인 DARSIMCO (Dartmouth Simplified Code)를 만들었다. 그러나 DARSIMCO는 FORTRAN 언어가 나타나자 곧 구식이 되었다. 1962년 케머디와 다트머스 학부생인 시드니 마샬은 BASIC의 직접적인 전신이 되는 DOPE ( Dartmouth Oversimplified Programming Experiment) 라는 언어를 만들었다. DOPE 자체는 거의 사용되지 않았고 커츠는 FORTRAN 및 ALGOL과 같은 성공적인 언어를 구현하는 것을 선호했다. LGP-30 용 Dartmouth ALGOL 30 에 대한 커츠의 경험은 이러한 언어의 하위 집합을 고안하는 것이 그다지 실용적이지 않다는 것을 확신시켰고, 이로 인해 그는 완전히 새로운 언어를 생성한다는 케머디의 개념을 채택하게 되었다.

### 비판
BASIC 언어는 성공적인 것으로 널리 간주되었지만 많은 컴퓨팅 전문가는 더 크고 복잡한 프로그램에는 적합하지 않은 선택이라고 생각했다. 더 큰 프로그램은 "GO TO" 문을 사용하여 프로그램의 한 줄에서 다른 줄로 이동할 때 혼란스럽고 지저분해졌다. 원래 언어에 대한 또 다른 비판으로는, 이 언어가 구조화되지 않았기 때문에 가독성을 높이기 위해 프로그램을 별도의 부분으로 나누는 것이 어려웠다는 것이다. 구조화되지 않은 BASIC은 또한 코드의 일부를 디버깅하고 수정하는 능력을 방해했으며, 이로 인해 대기업에서 사용이 제한되었다. 따라서 주로 작은 프로그램에만 사용되는 언어로 남아 있었다.

## 트루 베이직
1983년에 "Street BASIC"의 확산에 대응하여 다트머스 졸업생 그룹이 케머디와 커츠를 설득하여 다트머스 버전의 언어를 상용 제품으로 공급했다. 그들의 회사인 True Basic, Inc.의 첫 제품은 Dartmouth BASIC 7을 기반으로 했으며 "IF. . THEN. . ELSE, DO. . LOOP and EXIT DO”와 같이 현대적인 프로그래밍 요소를 갖추고 있다. 회사에서는 자사 제품을 “단순하고, 우아하고, 강하다.  트루 베이직. “라고 기술하였다.  케머니의 조언에 따라 트루 베이직C은 단일한 OS나 컴퓨터 시스템으로 제한되지 않았다. "현재 트루 베이직 버전은 DOS, macOS, Windows, Unix 및 Linux 시스템에서 사용할 수 있다." 커츠는 1993년 다트머스 칼리지에서 은퇴하면서도 트루 베이직을 계속 개발하고 유지하고 있다.

## 같이 보기
- New Hampshire Historical Marker No. 261: BASIC: 최초의 사용자 친화적인 컴퓨터 프로그래밍 언어